# Miřejov
Miřejov je malá vesnice, část obce Lanžov v okrese Trutnov. Nachází se asi 1 km na jihozápad od Lanžova. Prochází zde silnice II/325. V roce 2009 zde bylo evidováno 20 adres. V roce 2001 zde trvale žilo 52 obyvatel.
Miřejov leží v katastrálním území Lanžov o výměře 5,63 km2.